# Welcome to Waikiki
Welcome to Waikiki (hangul: 으라차차 와이키키; RR: Eulachacha Waikiki), es una serie de televisión surcoreana transmitida desde el 5 de febrero del 2018 hasta el 14 de mayo del 2019 por medio de la cadena JTBC.

## Historia

### Primera temporada
Kang Dong-goo (Kim Jung Hyun) sueña con convertirse en director de cine, pero es cínico debido a la mala suerte. Lee Joon-ki (Lee Yi Kyung) quería seguir los pasos de su padre y convertirse en actor, pero ahora solo es un actor secundario. Bong Doo-sik (Son Seung Won) vino a Seúl para convertirse en un escritor de escenarios, pero las cosas no han sido fáciles para él.
Estos 3 hombres dirigen la casa de huéspedes Waikiki en Itaewon, Corea del Sur. Su casa de huéspedes se enfrenta a la bancarrota y luego aparecen en la casa huespédes de Waikiki un misterioso bebé y una madre soltera.

### Segunda temporada
Lee Joon-ki intenta revivir la casa de huéspedes después de un problema de bancarrota y de haber terminado con Seo-jin, Junto a Joon-ki viven los sus amigos de la secundaria Cha Woo-sik, Kook Gi-bong y su amiga de la universidad Kim Jeong-eun. Pronto a ellos se les une Han Soo-yeon, su amiga de la secundaria y el primer amor de Woo-sik, Go-bong y Joon-ki, así como Cha Yoo-ri, la hermana mayor de Woo-sik. 
En el camino el grupo de amigos se enfrentarán a varios desafíos tanto en el trabajo y como en sus vidas personales. 
Finalmente Joon-ki logra obtener un papel principal en una película independiente, Woo-sik logra lanzar su single y comienza a salir con el amor de su vida Soo-yeon, quien se vuelve en la reportera principal de su programa, Ki-bong abre una escuela de béisbol y termina casándose con Yoo-ri, con quien tiene un hijo, Kook Se-chang, mientras que Jeong-eun, logra convertirse en una actriz.

## Reparto

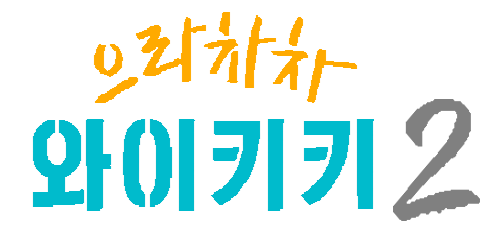
Logo de la segunda temporada de la serie estrenada en el 2019.

### Segunda temporada (2019)

#### Personajes principales
| Actor         | Personaje    | Ocupación                        | Nº de episodios | Duración |
| ------------- | ------------ | -------------------------------- | --------------- | -------- |
| Lee Yi-kyung  | Lee Joon-ki  | Actor                            | 1 - 16          | 2019     |
| Kim Seon-ho   | Cha U-sik    | Aspirante a Cantante             | 1 - 16          | 2019     |
| Shin Hyun-soo | Kook Ki-bong | Jugador de Béisbol               | 1 - 16          | 2019     |
| Moon Ga-young | Han Su -yeon | Reportera                        | 1 - 16          | 2019     |
| Ahn So-hee    | Kim Jung-eun | Actriz                           | 1 - 16          | 2019     |
| Kim Ye-won    | Cha Yu-ri    | Chef / Hermana Mayor de Woo-shik | 3 - 16          | 2019     |

#### Personajes recurrentes
| Actor          | Personaje | Ocupación                           | Número de episodios | Duración |
| -------------- | --------- | ----------------------------------- | ------------------- | -------- |
| Song Young-jae | -         | Entrenador del Equipo de Béisbol    | 1                   | 2019     |
| Jung Eun-woo   | Min-seok  | ex-Prometido de Soo-yeon            | 1-2                 | 2019     |
| Jung In-gi     | -         | Padre de Soo-yeon                   | 1-2, 16             | 2019     |
| Jeon Soo-kyung | -         | Propietaria de "Waikiki Guesthouse" | 1-2, 16             | 2019     |

#### Otros personajes
| Actor                 | Personaje | Ocupación | Número de episodios | Duración |
| --------------------- | --------- | --------- | ------------------- | -------- |
| Lee Kyu-seob (이규섭) | -         | -         | -                   | 2019     |
| Jang Yool             | -         | -         | -                   | 2019     |

#### Apariciones especiales
- Lee Jun-hyeok como un director con amnesia (Ep. 1).
- Kim Hyeong-beom como un director (Ep. 2).
- Joo Sang-wook como Kang Min-ho, una estrella top (Ep. 2).
- Jung Man-sik como un prestamista (Ep. 2).
- Oh Na-ra como la esposa del prestamista (Ep. 2).
- Moon Hee-kyung como la madre de Min-seok (Ep. 2).
- Lee Si-eon como un productor (Ep. 3).
- Lee Jung-eun como el dueño del "Kimbap Heavenly" (Ep. 3).
- Kim Young-woong como un cuidador del zoológico que confunde a Soo-yeon con un oso (Ep. 3).
- Lim Gang-seong como Yu-min, una estrella top que le pide a Joon-ki hacerse pasar por él (Ep. 4).
- Byeon Woo-seok como Yoon Seo-won, un cantante y el antiguo compañero de clases de Woo-shik, quien está enamorado de Han Soo-yeon (Ep. 4).
- In Gyo-jin como Kwak Ha-ni (episodio 5).
- Oh Hee-joon como un pervertido (episodio 7).[7]

### Primera temporada (2018)

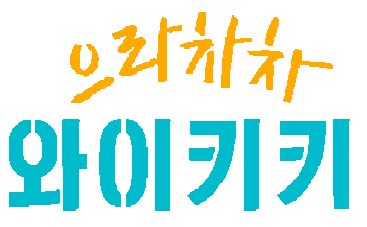
Logo de la primera temporada de la serie estrenada en el 2018.

#### Personajes principales
| Actor         | Personaje    | Ocupación                                                            | Ep.             | Duración |
| ------------- | ------------ | -------------------------------------------------------------------- | --------------- | -------- |
| Kim Jung-hyun | Kang Dong-gu | CEO de "Waikiki Guesthouse" / Hermano mayor de Seo-jin               | 20 + especiales | 2018     |
| Lee Yi-kyung  | Chun Joon-ki | Aspirante a Actor                                                    | 20 + especiales | 2018     |
| Son Seung-won | Bong Doo-sik | Escritor aficionado de Series en línea                               | 20 + especiales | 2018     |
| Jung In-sun   | Yoon-ah      | Madre de Sol / Novia de Dong-gu                                      | 20 + especiales | 2018     |
| Ko Won-hee    | Kang Seo-jin | Hermana menor de Dong-gu / Aspirante a periodista / Novia de Joon-ki | 20 + especiales | 2018     |
| Lee Joo-woo   | Min Soo-ah   | Fanática de la moda / ex-Novia de Dong-gu                            | 20 + especiales | 2018     |

#### Personajes recurrentes
| Actor         | Personaje      | Ocupación                              | Nº de episodios | Duración |
| ------------- | -------------- | -------------------------------------- | --------------- | -------- |
| Han Yeo-reum  | Sol            | Hija de Yoon-ah                        | 20 + especial   | 2018     |
| Kim Jung-hyun | Song Hyun-joon | Chef Pastelero / Dueño de la Panadería | 8               | 2018     |

#### Otros personajes
| Actor        | Personaje  | Ocupación | Nº de episodios | Duración |
| ------------ | ---------- | --------- | --------------- | -------- |
| Go Min-si    | Lee Min-ah | -         | -               | 2018     |
| Seo Eun-yool | Joon Yi    | -         | -               | 2018     |
| Seo Eun-woo  | Ji Soo     | -         | -               | 2018     |

#### Apariciones especiales
- Park Sung-woong como Park Sung-woong, actor (Ep. 1).
- Seol Jung-hwan como Lee Yoon-suk, el novio de Soo-ah, un ladrón (Ep. 1-2, 10-11).
- Han Ji-sang como Tae Hyun, el colega de Seo-jin y su primer novio (Ep. 2-3).
- Lee Ji-ha como la madre de Ji Soo (Ep. 3).
- Lee Deok-hwa como Lee Deok-hwa, un actor y el padre de Joon-ki (Ep. 4).[9]
- Jo Woo-ri como Kim Seon-woo, la hija del jefe de Doo-sik (Ep. 5)
- Tae Won-seok como tramposo en el camino (Ep. 5)
- Wheesung como Wheesung, cantante en la boda (Ep. 6).
- Han Bo-bae como Yoon Mal-geum / "Cherry", el primer amor de Doo-sik, una actriz de películas para adultos (Ep. 7–9).
- Kang Kyun-sung como Kang Kyun-sung, un actor interpretando a un pulpo enmascarado (Ep. 10).
- Shin Seung-hwan como Min Soo-bong, el hermano mayor de Soo-ah, un luchador de la UFC (Ep. 11).[10]
- Tae In-ho como Kim Jae-woo, un productor de JBC (Ep. 11-12).
- Kang Hong-seok como Hong-suk (ep. 13).
- Shin Hyun-soo como Philip, un modelo (Ep. 16).
- Kwon Soo-hyun como un actor (Ep. 18).
- Kim Ji-sung como Ah-young (Ep. 18).[11]
- Kim Jin-woo como el padre de Sol (Ep. 20).

## Episodios
La primera temporada de la serie serie estuvo conformada por 16 episodios, más tarde fue extendida a 20 episodios, los cuales fueron emitidos todos los lunes y martes a las 23:00 (KST) través de JTBC del 5 de febrero del 2018 el 17 de abril del 2018. También contó con 2 especiales.  
La segunda temporada fue estrenada el 25 de marzo del 2019 y está conformada por 16 episodios.

### Secuela
El 22 de febrero del 2019 se realizó la primera lectura del guion de la segunda temporada.

## Producción
La serie también es conocida como Laughter in Waikiki, Go Go Waikiki y en español Bienvenidos a Waikiki.
La serie es transmitida a través de JTBC.

### Recepción
Debido a la gran aceptación del público la primera temporada fue extendida de 16 a 20 episodios. Poco después se anunció que la serie había sido renovada para una segunda temporada, la cual fue estrenada en el año 2019.